# Monjo

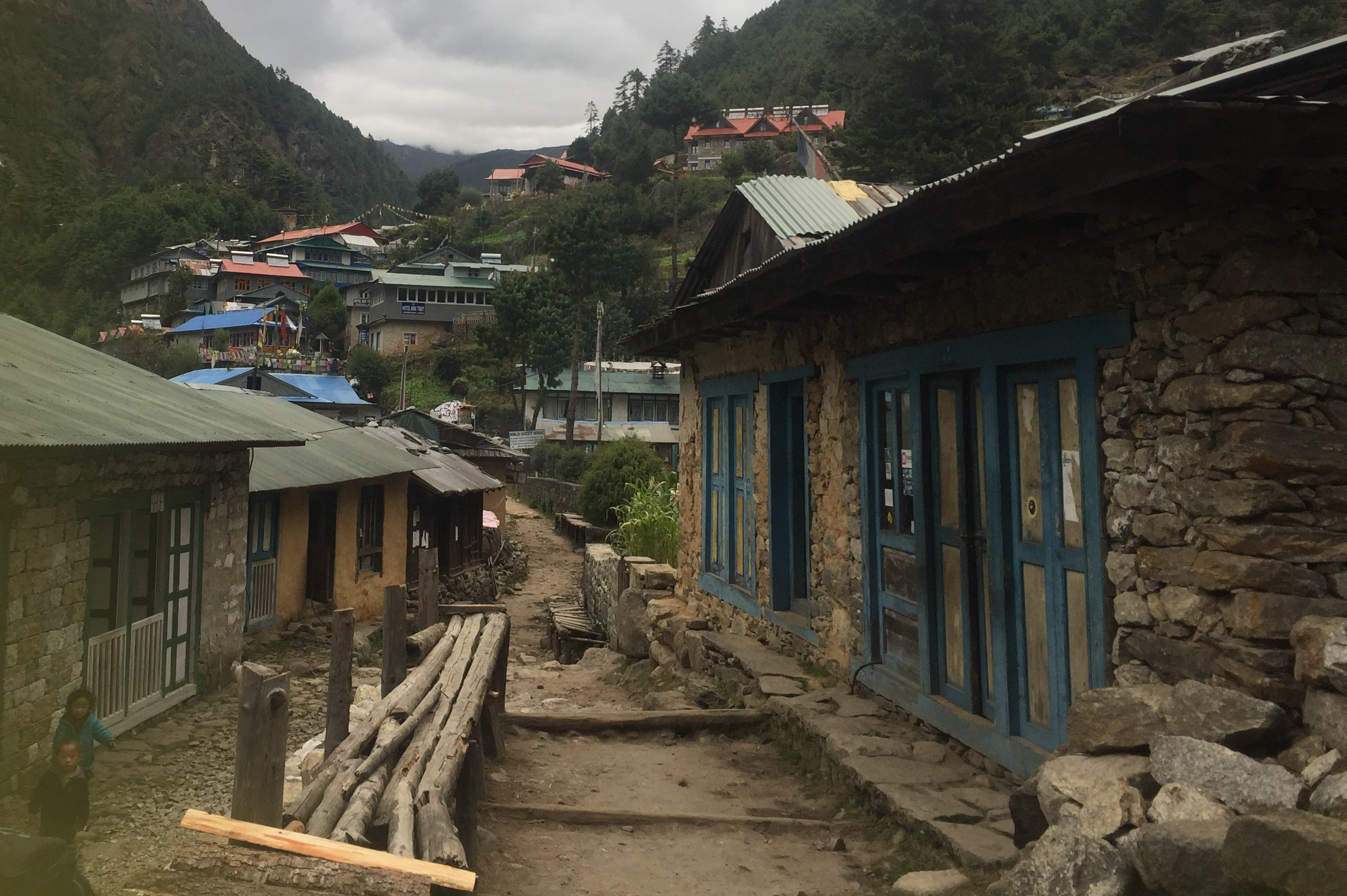
Vista parcial de Monjo

Monjo é uma pequeno vilarejo na região do Khumbu no  Nepal. Encontra-se nas margens do  rio Duth Kosi, ao norte de Phakding e sul de Jorsale, a uma altitude de 2835 m, logo abaixo do portão de entrada e posto de controle do Parque Nacional de Sagarmatha, onde poderá ser adquirido o bilhete para a entrada neste.
A trilha inicia em Lukla e Monjo é muitas vezes um ponto de parada para os montanhistas, como uma alternativa de Phakding, em seu caminho para o Monte Everest, no Parque Nacional de Sagarmatha, através dos caminhos que passam por Gokyo ou Tengboche. O parque é classificado pela UNESCO como  Património Mundial da Humanidade desde 1979.
A função principal do vilarejo é apoiar a indústria do turismo e, apesar de ser menor que Phakding, possui uma dezena de pousadas, uma escola e algumas lojas.